# Cavaliers d'Apocalypse (comics)
Pour les articles homonymes, voir Cavaliers de l'Apocalypse (homonymie).
Les Quatre Cavaliers d'Apocalypse (« Horsemen of Apocalypse » en version originale) est le nom de plusieurs équipes successives de super-vilains évoluant dans l'univers Marvel de la maison d'édition Marvel Comics.
Ces équipes sont en rapport ou ont été créées par le mutant Apocalypse.

## Historique de la publication
Les Cavaliers de l’Apocalypse sont mentionnés pour la première fois dans X-Factor #10 (novembre 1986) et font leur apparition dans X-Factor #15 (avril 1987), où ils ont été créés par l'auteur Louise Simonson et l’artiste Walt Simonson.
Les premiers personnages de bandes dessinées de ce nom étaient une équipe étrangère liée à la race connue sous le nom de Axi-Tun qui attaqua la Terre à l'époque ancienne et à l'époque moderne. Ils sont apparus dans Giant Size Fantastic Four #3 (novembre 1974).

## Biographie du groupe
Le groupe est généralement composé de quatre mutants aux pouvoirs génétiquement amplifiés et conditionnés mentalement pour servir l'ancien mutant Apocalypse, de gré ou de force. Ils sont améliorés ou dotés de nouvelles capacités et portent toujours les mêmes titres basés sur les Quatre Cavaliers de l'Apocalypse présents dans la Bible : Mort, Famine, Pestilence et Guerre. Bien qu'Apocalypse ait donné le pouvoir à d'autres personnes de faire ce qu'il voulait, les Cavaliers d'Apocalypse restent ses soldats d'élite, jouant toujours un rôle clé dans ses projets.
Avant qu'Apocalypse n'assemble sa première incarnation moderne de Cavaliers (d'après la date de publication dans le monde réel), il a été révélé qu'il existait d'autres groupes de Cavaliers moins connus.

### Incarnations auXIesiècle
Le premier groupe connu de Cavaliers de l'Apocalypse date du XIe siècle et fut envoyé par Apocalypse pour tuer un païen nommé Folkbern Logan dans le Londres médiéval.
Pour remplir le rôle de Pestilence, Apocalypse recrute la Chauve-Souris Fantôme of the Douze Esprits, un mutant qui ressemble beaucoup à l'Orbe, ses bras ayant été remplacés par des ailes pour lui permettre de voler. Pour le rôle de Famine, Apocalypse choisit une femme amérindienne. Pour le rôle de Guerre, Apocalypse recrute un mutant qui ressemble à une momie. Pour le rôle de Mort, Apocalypse recrute un mutant qui semble posséder un corps gazeux qui lui permet de voler et porte une robe et un manteau qui couvraient tout son corps comme une faucheuse. Thor vient au secours de Folkbern et tue à lui seul les Cavaliers d'Apocalypse.

### Incarnations auXVesiècle
Dans X-Men: Apocalypse vs. Dracula #1, Apocalypse commence à réunir un nouveau groupe de Cavaliers, ayant choisi un nouveau cavalier pour pourvoir le poste de Guerre. Ce cavalier dirigeait les Dark Riders, une armée de partisans d’Apocalyse et les accompagnait également.
Cette armée était si forte et puissante que certains ont été amenés à croire qu'ils n'étaient qu'un mythe pour effrayer les soldats avant même leur première bataille. Possédant un cheval vêtu d'une armure, il combattait avec une paire de haches qu'il pouvait lier et jeter, les transformant en une sorte de boomerang à lame qui semblait, le Cavalier de la Guerre vainquit à lui seul le Comte Dracula et son armée.

### Premières incarnations modernes

#### La chute des mutants
Au XXe siècle, Apocalypse recrute Peste, un membre des Morlocks, lors de leur massacre par les Maraudeurs pour remplir le rôle de Pestilence. Il s'approche de l'ex-soldat Abraham Kieros et lui octroie le statut de Guerre. Une fille anorexique nommée Autumn Rolfson est le troisième choix d’Apocalypse et celle-ci reçoit le statut de Famine. Apocalypse sauve ensuite Angel, qui avait perdu ses ailes, de son avion en train d'exploser et le choisit pour être son quatrième et dernier cavalier, Mort.
Les Quatre Cavaliers sont forcés de se battre pour le leadership, que le Cavalier de la Mort obtient finalement. Lors de leur première bataille contre les X-Factor, les Cavaliers sont presque vaincus jusqu'à ce que le Cavalier de la Mort apparaisse, choquant ses anciens camarades. Alors que les X-Factor sont faits prisonniers, Apocalypse envoie les Quatre Cavaliers détruire New York. Pendant ce temps, Caliban affronte Apocalypse et demande le pouvoir de venger ses compatriotes Morlocks.
X-Factor se libère et s'attaque aux Quatre Cavaliers ; Pestilence est tuée accidentellement par les Puissance 4 au cours de la bataille et Archangel reprend ses esprits après avoir supposément avoir tué son ancien camarade, Iceberg. Apocalypse se retire avec ses derniers Cavaliers, dont Caliban, le nouveau Cavalier de la Mort.

#### Le Chant des X-écuteurs
Alors qu'Apocalypse guérit de sa récente défaite sur la Lune, Mister Sinistre se déguise en Apocalypse et ordonne aux Cavaliers, à l'exception de celle de la Pestilence, de capturer Jean Grey et Cyclope. Les X-Men battront plus tard les Cavaliers quand ils découvriront leur cachette.

#### Hulk
Après une bataille avec les X-Men dans leur manoir, Hulk est pris par Apocalypse et devient le nouveau Cavalier de la Guerre. Il lui fournit des armes et un casque qui protège Hulk de l'esprit abusif et extrêmement distrayant de son père. Apocalypse envoie Hulk affronter le Fléau pour tester sa force. Hulk réussit à arrêter et à vaincre le Fléau, après avoir été alimenté par l'énergie de l'univers de poche Heroes Reborn de Franklin Richards. Il surcharge également l'Homme-Absorbant, mais reprend conscience après avoir blessé son ami Rick Jones.

### Deuxièmes incarnations modernes

#### Les Douze
Au cours de la saga des Douze, Apocalypse sélectionne un nouveau groupe de Cavaliers pour rassembler les mutants choisis dans les carnets de Destinée. Ce nouveau groupe présente le mutant cybernétique Achab en tant que Famine, la Shi'ar Royale Deathbird en tant que Guerre et la Morlock Caliban, cette fois, en tant que Pestilence. En tant que Cavalier de la Mort, Apocalypse enleve Wolverine et le remplace par un Skrull afin d'éviter que son absence ne soit constatée. Apocalypse ensuite oppose Wolverine à Dents-de-sabre. Le vainqueur de la bataille devient son Cavalier de la Mort. Croyant que son facteur guérisseur empêcherait Apocalypse de le transformer mentalement, Wolverine défait Dent-de-Sabre. Apocalypse enlève l'adamantium de ce dernier et le lie au squelette de Wolverine.
En tant que Cavalier de la Mort, Wolverine est envoyé pour détruire les Mannites, un groupe d'enfants créés artificiellement, car Apocalypse pensait que leur présence constituait une menace pour l'existence des mutants. Il détruit partiellement un bastion capturé et tente ensuite de tuer les enfants, mais l'un des Mannites, Nina, demande l'assistance des X-Men et, après un bref combat, le Cavalier de la Mort tue son imposteur Skrull.
Lorsque le Cavalier de la Mort capture Mikhail Rasputin, mais ne réussit pas à se téléporter avec lui, il est poursuivi dans les tunnels des Morlocks par les X-Men. Il les combat et a retrouvé la mémoire grâce aux efforts de Jubilée, Kitty Pryde, Archangel et Psylocke. Le reste des Cavaliers est téléportée dans une autre dimension par Mikhail.

### Troisièmes incarnations modernes

#### Le sang d'Apocalypse
À la suite des événements marquants de House of M et le M-Day, Apocalypse est ressuscité, rassemblant un nouveau groupe de Cavaliers dans le but de supprimer 90 % de la population non-mutante. Les nouveaux Cavaliers d’Apocalypse sont Gazer en tant que Guerre, Feu du soleil en tant que Famine, Polaris en tant que Pestilence et Gambit en tant que Mort.
Gazer est sauvé de la mort et contraint de se battre contre un archéologue pour le titre de Cavalier de la Guerre, qu'il remporte avec l'aide du scribe d'Apocalypse, Ozymandias. Feu du soleil, qui avaient perdu ses jambes à cause de Lady Deathstrike et ses pouvoirs pour les donner à Malicia, et Polaris, une victime du M-Day, sont tous deux capturés et modifiés à contrecœur pour devenir respectivement les Cavaliers Famine et Pestilence. Gambit, cependant, se porta volontaire pour devenir le Cavalier Mort, car il en était venu à croire qu'Apocalypse pouvait être utile à la cause mutante, bien qu'il faille le surveiller.
Feu-du-Soleil réussit à se libérer du contrôle d'Apocalypse avec l'aide d'Emma Frost, même s'il sort très affaibli par cette expérience. Gambit conserve une grande partie de son ancienne personnalité, affirmant à Apocalypse : « Je suis à la fois la Mort et Gambit », se souvennant aussi de son amour pour Malicia car ne pouvant se résoudre à la tuer. Dans la bataille finale, Polaris est assommée par Iceberg ; elle est abandonnée mais sauvée par Havok et libérée de son lavage de cerveau par les X-Men. Gazer meurt en défendant Apocalypse, après avoir été poignardé dans le dos par Ozymandias.

### Incarnation Ultime
Lorsque le Clan Akkaba ressuscite En Sabah Nur sous la forme d'un enfant, il est révélé qu'Apocalypse a créé y a des siècles les « Cavaliers Ultimes » auto-proclamés. Apocalypse et Ozymandias constituent ce groupe de Cavaliers au fil de l'Histoire, ceux-ci n'étant réveillés que lorsque toutes les autres approches auront échoué.
Ce groupe comprend les membres suivants :
- Decimus Furius

Fils d'un philosophe vivant à Rome au cours des années 200, lorsque son père se suicide et que sa mère meurt peu de temps après, Decimus se retrouve rapidement pauvre et sans-abri. Alors qu'il meurt de faim dans une allée, ses pouvoirs mutants s'éveillent, le transformant en minotaure. Sous le coup de la peur, les civils humains tentent de le tuer. Il en tue des dizaines avant d'être assommé. Finalement, après avoir été emprisonné pendant des années, on lui offre la liberté à condition de vaincre tous ces adversaires dans l'arène du Colisée. Avec sa hache, il massacre tous ceux qui s'opposent lui. Il est ensuite vénéré comme le « Minotaure Noir ». Apocalypse et Ozymandias le trouvent et en font le Cavalier Guerre. Avec sa force et sa longévité immenses, il semble également capable d'infecter de manière psionique tout ce que touche de sa hache par une rage incontrôlable et une soif de destruction. Sa peau semble avoir une résistance semblable à celle de la pierre, ce qui lui donne l'apparence d'une statue quand il ne bouge pas. Decimus est ensuite tué par les Jumeaux d'Apocalypse.
- Sanjar Javeed

Fils illégitime et serviteur de l'ancien roi de Perse, Chapour II, comme le roi ne pouvait laisser savoir que Sanjar était son fils, ce dernier se tourne vers le vol pour attirer l'attention de son père. Cependant, c'est à ce moment que les pouvoirs de Sanjar se développent. Il acquiert une aura de maladie pouvant transmettre tout un spectre de maladies incurables en fonction de la variété des métaux qu’il touche et commence à empoisonner le royaume tout entier en propageant des maladies à travers les trésors qu'il vole. Sur son lit de mort, le roi Chapour II nomme son fils le « Séraphin de la Mort ». Puis Sanjar est recueilli par Apocalypse en tant que Cavalier Mort. Deathlok tue finalement Sanjar alors que la X-Force tentait d'empêcher Archangel de détruire la race humaine.
- Jeb Lee

Espion confédéré qui s'est battu pendant la Guerre de Sécession, Jeb Lee marchait derrière les lignes ennemies déguisé en homme-tambour de l'Union, recueillant des informations. Après la guerre, il rentre chez lui, portant à tort son uniforme de l'Union. La Confédération le considère alors comme un traître et brûle sa famille devant lui. Cela stimule ses pouvoirs mutants latents, lui permettant de transmettre un cancer bioauditif grâce au son de son tambour. Il est approché par Apocalypse et Ozymandias et nommé Cavalier Famine. Il est ensuite capturé par la X-Force et torturée par Deathlok pendant de nombreuses heures, le temps que son hôte prenne le contrôle, révélant l'emplacement d'Archangel à l'équipe. Wolverine lui coupe ensuite les mains, supprimant ainsi sa capacité à utiliser son pouvoir. Il reçoit par la suite des mains artificielles, mais est tué par les Jumeaux d'Apocalypse.
- Ichisumi

Ichisumi est une geisha vivant en 1810 à Kumamoto au Japon. Souffrant d'un grave complexe d'infériorité, elle devient jalouse des femmes plus belles et plus intelligentes qui l'entourent. Son père, un samouraï, se met en colère chaque fois qu'elle le « déçoit ». En raison de sa rage refoulée et de la désapprobation de son père, ses pouvoirs mutants se déclenchent, déchaînant de sa bouche un essaim de scarabées qui défigure toutes les autres femmes du village avant de revenir à elle. Ces scarabées, capables de dévorer et de défigurer ses opposants, étaient reliés psychiquement à Ichisumi en retournant à elle une fois leur œuvre effectuée. C'est à ce moment qu'elle est approchée par Apocalypse et nommée Cavalière Pestilence. Elle est ensuite vue dans des moments intimes avec Archangel qui la charge de garder Psylocke. Cette dernière la vainc plus tard lorsqu'elle poignarde Ichisumi dans la bouche avec son propre parasol. Ichisumi se révèle plus tard être enceinte des enfants d'Archangel, Uriel et Eimin, qui se feront plus tard connaître comme les Jumeaux d'Apocalypse.
- Psylocke

Choisie par Archangel pour remplacer Sanjar en tant que Cavalière Mort, il utilise un outil des Célestes connu sous le nom de « Graine de Mort » pour transformer Betsy Braddock (Psylocke), mais celle-ci est libérée de son contrôle mental par la Jean Grey de l'Ère d'Apocalypse.

### Cinquièmes incarnations modernes

#### Les Quatre Cavaliers de la Mort
Dans le cadre de l'évènement Marvel NOW! (en), une nouvelle incarnation des Cavaliers d'Apocalypse apparaît, ses membres étant des défunts ressuscités par les Jumeaux d'Apocalypse grâce à des « Graines de Mort » et envoyés auprès de membres-clés des Uncanny Avengers avec lesquels ils avaient des liens personnels.
Ses membres sont :
- le Hurleur, envoyé auprès de Havok, le grand frère de son assassin, Vulcain ;
- Daken, envoyé naturellement auprès de son père, Wolverine ;
- le Moissonneur, envoyé naturellement auprès de son frère, Wonder Man ;
- Sentry, envoyé auprès de son assassin, Thor.

Leur objectif est de détruire la Terre et de téléporter tous les mutants sur la Planète X. Bien que ce plan soit un succès, les Uncanny Avengers purent annuler leur propre défaite en transférant leur esprit dans leurs corps du passé après la victoire des Cavaliers, procurant à Malicia suffisamment de puissance pour forcer Exitar, le Céleste Exterminateur à partir tandis que ses coéquipiers affrontèrent Daken, le Moissonneur et le Hurleur, tout en libérant Sentry de l'emprise des Jumeaux d'Apocalypse. Alors que Sentry emmene le cadavre d'Exitar le plus loin possible de la Terre, Daken et le Moissonneur s'éloignent tandis que le Hurleur se retrouve sous la garde des X-Men. Le Fauve conclut que libérer le Hurleur de l'influence des Jumeaux d'Apocalypse prendrait des années, ainsi qu'une technologie de pointe.

### Sixièmes incarnations modernes

#### Les Guerres d'Apocalypse
Lorsque Cérébra détecte l’apparition soudaine de six cents nouvelles signatures mutantes à Tokyo, Tornade y envoie Colossus, Anole, Ernst, Glob Herman et No-Girl pour enquêter. Ceux-ci apprennent que ces signatures sont le travail de Sugar Man (en), qui a génétiquement modifié six cents embryons mutants isolés des brumes tératogènes, prévoyant de les envoyer dans le futur où ils seraient à l'abri de la Peste-M, causée par les brumes, pour devenir la prochaine génération de mutants, avec lui comme chef.
Sugar Man est sur le point de se téléporter avec les embryons vers le futur lorsque Colossus et les jeunes X-Men arrivent. Leur ingérence a pour effet de séparer Sugar Man des embryons et de les téléporter vers le futur. Peu de temps après, les X-Men arrivent et, découvrant ce qui s'est passé, utilisent Cérébra pour suivre Colossus et son équipe tout au long du flux temporel. Arrivés mille ans dans le futur, les X-Men se retrouvent dans une New York détruite. Les X-Men retrouvent rapidement leurs jeunes membres, mais Colossus n'est plus avec eux et ils sont quelque peu différents puisqu'ils sont arrivés quelque temps avant l'équipe de Tornade. Ils rentrent en possession des embryons mutants afin de les protéger. Quand les X-Men plus âgés demandent ce qui est arrivé à Colossus, Cérébra les prévient de la menace imminente : les Cavaliers d'Apocalypse, composés de Deadpool, Venom, une version féminine de Moon Knight et de Colossus, lui-même après qu'il a pris la place de l'Homme-chose en tant que le Cavalier Guerre.
Alors que plusieurs X-Men combattent Colossus, Deadpool et Venom, Diablo mène Tornade à l'intérieur de la pyramide d'Apocalypse, pour être finamemen pris au piège par Moon Knight. Au sommet de la pyramide, Tornade et Diablo rencontrent Apocalypse, qui leur révèle que la planète sur laquelle ils se trouvent, surnommée le « Monde Oméga » est son corps et son cœur, avec ses Cavaliers fonctionnant comme des anticorps. Il leur révèle également qu'il a déjà détruit les embryons, ce qui amène Diablo à le poignarder dans le dos pendant qu'il combat Tornade. Apocalypse est mortellement blessé, et le « Monde Oméga » commence à s'effondrer.
Après avoir vaincu Deadpool et Venom, les X-Men tentent de vaincre Colossus, mais n'ont aucune chance contre lui. Seule Magik, qui venait d'arriver pour les secourir, parvient à assommer Colossus. Considérant qu'Apocalypse est la seule personne capable de ramener Colossus à son état normal, Tornade le ramène dans le présent, mais celui-ci le téléporte dès leur arrivée au Refuge-X. Plus tard, Colossus est découvert par le Clan Akkaba.
Simultanément, apparaît un nouveau groupe de X-Men dirigé par Magnéto et comprenant Psylocke, Monet St. Croix, un Dent-de-Sabre repenti et un Archangel nouvellement réapparu sous la forme d'un drone inerte mais restant sous la laisse psychique de Psylocke. Le groupe est également secrètement soutenu par Mystique et Fantomex.
L'équipe enquête sur une série d'assassinats de guérisseurs mutants, perpétrés par un ennemi aux idées anciennes et mortes et dont les talents avaient été exploités par un bienfaiteur encore inconnu. Magnéto et Psylocke découvrent finalement une base cachée du Clan Akkaba dissimulée sous un rassemblement religieux, orchestré par un « Angel », rendu amnésique par une « Graine de Vie » des Célestes, à son tour manipulée par Génocide, le fils d'Apocalypse qui dirigeait le Clan Akkaba. Il s'avére qu'Angel a conclu un accord avec Génocide et le clan Akkaba pour s'assurer qu'il ne redeviendra jamais Archangel ; ils sont donc en mesure de séparer Angel de son personnage d'Archangel dans des corps séparés.
Cependant, l'esprit d' Archangel est altéré au cours du processus et le réduit à un simple drone. Il est également révélé que Génocide a utilisé l'ADN présent dans les ailes infectées d'Angel pour créer une armée de clones, inspirés de son ancienne personnalité de Cavalier de la Mort, surnommée sa « Nuée Fatale », et dont le but est de raser le monde. Psylocke attaque la Nuée Fatale pour protéger les citoyens de Green Ridge, rejointe par Fantomex, Mystique et Magnéto, qui venait de tuer Génocide. Magnéto et Psylocke voient ensuite Angel et Archangel fusionner avec leurs clones pour créer un nouvel être. Ce nouvel Archangel ne savait pas qui il était ou ce qu'il était, mais était déterminé à le découvrir. Il se purgea de toute violence et retourna avec les X-Men de Magnéto à leur base de la Terre Sauvage.

## Versions alternatives

### Les Cavaliers du Salut
Une nouvelle variante « inversée » des Cavaliers d'Apocalypse apparaît, surnommé les Cavaliers du Salut. Alors que les Cavaliers d'Apocalypse représentent respectivement la Mort, la Famine, la Pestilence et la Guerre, ceux du Salut représentent la Vie, l’Abondance, la Santé, et la Paix.
De la même manière que les Cavaliers d’Apocalypse sont transformés en versions monstrueuses d’eux-mêmes, les Cavaliers du Salut subissent une refonte radicale, impliquant des robes fluides et des marques sur le visage, mais qui se révèlent être psioniques plutôt que physiques. Cette équipe est dirigée par Nate Grey et formée par Magnéto, qui s’identifie comme le Cavalier de la Paix, Archangel comme le Cavalier de la Vie, le Colosse comme le Cavalier de l'Abondance et Omega Red comme le Cavalier de la Santé. Magnéto fait alors exploser le manoir des X-Men « au nom de la Paix ».

### Ère d'Apocalypse
Dans la réalité alternative appelée Ère d'Apocalypse, les Quatre Cavaliers existent également mais n'utilisent aucun titre, à l'exception des Cavaliers de la Mort et de la Guerre. Abraham Kieros, le Cavalier de la Guerre, est le seul membre qui est également un Cavalier dans le l'univers Marvel principal.
Le premier groupe de Cavaliers est composé de Candra, Gideon, une Cavalière de la Mort qui aurait pu être Séléné, et le Cavalier de la Mort. Les membres incluent plus tard un Cavalier inconnu nommé Bastion et Maximus comme le deuxième Cavalier de la Mort.
Apocalypse annonce finalement la Guerre de Succession, une bataille entre tous ses Cavaliers. Les Quatre Cavaliers restants gouverneront l'Amérique du Nord à ses côtés. Ces Quatre personnes sont Holocauste, Mikhail Rasputin, Bastion et Mister Sinistre. Il est mentionné que Candra a été tuée par Holocauste et que Bastion a été tué après la guerre par Abyss, faisant d'Abyss le plus récent Cavalier et la première recrue après la guerre. Dans un flashback, il est révélé que Mikhail a été choisi après avoir vaincu le Cavalier de la Guerre lors de l'attaque d'Apocalypse contre la Russie.
Après la chute d'Apocalypse et l'ascension de l'Arme X en tant qu'héritier d'Apocalypse, une nouvelle mouture des Cavaliers, appelée les « Ministres d'Apocalypse » est choisie, avec Azazel en tant que Ministre de la Mort, Emplate en tant que Ministre de la Pestilence, Cyclope en tant que Ministre de la Famine et Havok en tant que ministre de la Guerre. Chaque ministre a une zone de contrôle spéciale et ses propres troupes.

### Ères d'Apocalypse
Dans l'une des réalités alternatives créées par Apocalypse au cours des « Ères d'Apocalypse », Davan Shakari est le Cavalier de la Mort.

### Cable & Deadpool
Dans la série de comics Cable & Deadpool (en), dans l'histoire « Lavement de l'État », Deadpool se rend à la recherche de Cable qui avait disparu et se voit forcé de voyager dans des univers alternatifs.
Dans le premier univers, Deadpool trouve un nouveau groupe de Cavaliers : un Spider-Man à huit bras comme Cavalier de la Pestilence, le Colosse en Cavalier de la Famine et Archangel en Cavalier de la Mort. Les trois Cavalier affrontèrent Deadpool, Cyrène et Rocket. Quand Deadpool découvrit qu'il reste encore le Cavalier de la Guerre, Cable apparaît et vainc tout le monde. Deadpool se téléporte dans un autre univers lorsqu'il se rend compte qu'il ne peut pas gagner.

### Les Exilés
L'un des premiers membres des Exilés était l'Épervier de la Terre-1100, qui fut transformé en Cavalier de la Guerre. En tant que Cavalier, Épervier perdit son humanité et son sens du goût, mais vit s'améliorer son odorat. Il parvint à briser le contrôle mental d'Apocalypse et rejoignit ses alliés les X-Men. Lorsqu'il partait au combat, il pouvait même vaincre Hulk.

### House of M
Lorsque dans House of M, la Sorcière rouge modifie la réalité et créa la « Maison M », Apocalypse est ramené à la vie. Il est un ancien ennemi de Magnéto qui devient son subordonné, dirigeant l'Afrique du Nord. Quand Magnéto l'envoie tuer la Panthère noire, il se rend au Wakanda avec trois de ses Cavaliers, Iceberg, Angel et Diablo.
Contrairement à la continuité initiale, aucun des Cavaliers n'a été visiblement modifié ou renforcé dans cette réalité.

### Marvel Mangaverse
Dans Marvel Mangaverse, l'histoire « Vengeurs Rassemblement », Apocalypse est un méchant Tokusatsu qui grandit et se bat contre une sorte de robot Iron Man géant, piloté par Captain America, la Sorcière Rouge, Œil-de-faucon et la Vision.
Les Cavaliers comprenaient Archangel, le Fléau, Mister Sinistre et Emma Frost.

### Mutant X
Dans la série Mutant X, Angel est choisi comme Cavalier de la Mort, mais connaît une transformation radicalement différente, avec des ailes de chauve-souris et la capacité de cracher du feu. Pour marquer sa transformation, il se fait appeler le « Déchu » et se range contre Apocalypse avec le groupe d'Havok appelé les Six.
Finalement, sa trahison a raison de lui et le Déchu se retourne contre ses coéquipiers pour se réaligner avec les Cavaliers contre un Professeur X devenu diabolique. Les autres Cavaliers sont tous de nouveaux personnages, à l'exception du Cavalier de la Guerre qui ressemble à Abraham Kieros.

### Ultimate Marvel
Dans l'univers Ultimate Marvel, Mister Sinistre est mentionné comme le premier Cavalier d'Apocalypse. Il « succède » par la suite à Apocalypse après avoir commis plusieurs meurtres pour son compte, avant d'être vaincu par Jean Grey, alors sous l'emprise de la Force Phénix (en).
Sinistre s'est depuis révélé depuis la Vague d'Ultimatum et surveille avec Layla Miller le suivi de quatre mutants spécifiques et de la « Chambre Blanche ». Havok se révèle être l'un d'entre eux et il est supposé que Vif-Argent en fait également partie. Layla pense également qu'Havok connait l'identité du quatrième, ce qui indique qu'ils en avaient déjà trouvé trois. Mais comme leur mission ne se réalise jamais, alors que tout l'Univers Ultimate a pris fin, à la suite d'un étrange phénomène d'incursion, il reste à voir si ces quatre mutants ont un quelconque lien avec les Cavaliers d'Apocalypse.

### Ère d'Apocalypse, selon les Vengeurs
Tout en faisant la guerre à Ultron dans un avenir proche, Kang le conquérant rompt accidentellement le temps pour tenter de rassembler une armée de différentes époques pour l'aider à le vaincre.
Par la suite, une version d'un univers alternatif d'Apocalypse et de ses Cavaliers se retrouve dans l'actuelle Tour des Vengeurs. Une bataille s'ensuit entre les Vengeurs et ces versions alternatives de Spider-Man, Wolverine, la Sorcière rouge et le Hulk Rouge, infectés par le techno-virus et fusionnés avec leur monture. En raison du chaos temporel, le combat prend fin lorsque les vilains sont téléportés dans le flux temporel.

### What If?
Dans la série What If? :
- dans une autre réalité, Wolverine est transformé en Cavalier Guerre, et non Mort. Il se retourne contre Apocalypse et le tue, puis commence à massacrer tous les super-vilains de la Terre. Finalement, il devient le paisible « Frère Xavier » ;
- dans la réalité décrite dans l'épisode « Et si Légion avait tué le Professeur X et Magnéto ? », les Cavaliers d’Apocalypse sont Tornade, le Fléau, Namor et Hulk.

### X-Men '92
Dans le dernier numéro de X-Men '92 qui fait partie intégrante de l'événement Secret Wars de 2015, le Baron Robert Kelly du Westchester, Bastion, Exodus et Mystique sont révélés comme étant actuellement les Cavaliers d'Apocalypse.

## Apparitions dans d'autres médias

### Télévision
- Dans la série animée X-Men, les Quatre Cavaliers d’Apocalypse sont les mêmes que dans les bandes dessinées X-Factor. L'équipe est composée de mutants qui se sont soumis au soi-disant « Traitement Anti-Mutation », développé par Mystique, se faisant passer pour le père de Moira McTaggert. Ce « traitement » altère les quatre mutants pour qu'ils soient sous le contrôle d'Apocalypse : Autumn Rolfson en tant que Famine, Peste en tant que Pestilence, Abraham Kieros en tant que Guerre et Archangel en tant que Mort.

L'histoire en quatre épisodes « Entre le Bien et le Mal » met en vedette une autre équipe de Cavaliers, créée par Apocalypse pendant son règne sur l'Égypte Antique. Le style de ces Cavaliers reflète leurs origines égyptiennes. Dans l'épisode « Cinquième Cavalier », Fabian Cortez un adepte de l'Apocalypse crée une équipe appelée les « Limiers d'Apocalypse ». Caliban semble y être le « Limier » de la Mort, comme dans les bandes dessinées.
- Dans X-Men: Evolution, Apocalypse asservit quatre figures majeures des X-Men, des Acolytes et de la Confrérie des mauvais mutants pour qu'ils deviennent ses Cavaliers. Le professeur X devient le Cavalier Mort, avec une télépathie, une télékinésie, une agilité et une force accrues ainsi que la capacité de créer une « faux psychique » similaires aux poignards ou aux couteaux de Psylocke. En tant que Cavalier Guerre, Magnéto possède des capacités magnétiques bien plus puissantes, notamment le pouvoir survivre dans le vide spatial en s’entourant d’une bulle d’air magnétisé et en reconstruisant et contrôlant une Sentinelle détruite. Tornade, en tant que la Cavalière Famine, est dotée de pouvoirs et d'une endurance améliorée, générant des éclairs capables de maîtriser Berzerker. Mystique devient la Cavalière Pestilence, avec ses capacités améliorées de métamorphose lui permettant de se liquéfier ou de se diviser ; elle bénéficie également d'une vitesse et d'une agilité accrues ainsi qu'un facteur guérisseur avancé, lui permettant de régénérer une grande partie de son estomac, détruit par Cyclope.
- Dans Wolverine et les X-Men, il est fait directement référence aux Cavaliers d'Apocalypse. Après qu'Angel ait perdu ses ailes à cause d'une « mauvaise décision » de son père, Mister Sinistre lui propose de les faire repousser. Cependant, malgré la reddition de ses ailes, Sinistre transforme Angel en Archangel. Archangel est alors envoyé pour tuer son père, mais Wolverine, Cyclope et Tornade le stoppent. Après cela, Sinistre envoie Archangel pour kidnapper Jean Grey, alors amnésique depuis l'explosion du Manoir des X-Men. Cyclope et Emma Frost essaient de protéger Jean de Sinistre, mais Archangel la capture avec Cyclope. Plus tard, les X-Men les sauvent de Sinistre, Archangel et des Maraudeurs. Les Maraudeurs sont capturés mais Sinistre et Archangel parviennent à s'échapper.

### Cinéma
- Dans la scène post-générique du film X-Men: Days of Future Past (2014), on voit une monture des Quatre Cavaliers près du jeune En Sabah Nur alors qu'il construit sa pyramide par télékinésie, pendant qu'une foule d'Égyptiens l'acclame.
- Oscar Isaac joue Apocalypse dans le film X-Men: Apocalypse (2016). En 2015, à la Comic-Con de San Diego, les Cavaliers du film se sont révélés être Tornade, Magnéto, Archangel et Psylocke. Comme on peut le voir au tout début du film, les précédents Cavaliers Pestilence, joué par Warren Scherer, Famine, jouée par Rochelle Okoye, Mort, jouée par Monique Ganderton et Guerre, joué par Fraser Aitcheson, sont morts en protégeant Apocalypse. À son réveil, il commence à rassembler une nouvelle monture de Cavaliers : Tornade devient la Cavalière Famine, Psylocke la Cavalière Pestilence, Angel le Cavalier Mort et Magnéto le Cavalier Guerre. Dans le cadre de leur sélection en tant que Cavaliers, Apocalypse renforce leurs pouvoirs ; il déclara explicitement qu'il améliorerait Psylocke et Magnéto, couvrirait les ailes d'Angel de métal pour le soigner une brûlure grave et qu'il renforce également les pouvoirs de Tornade. Au cours de la bataille finale, Magnéto et Tornade changent tous deux de camp et se retournent contre Apocalypse, après que Tornade a été témoin de son indifférence envers chacun, en faveur de son propre pouvoir et que Magnéto se souvient de sa famille qu'il n'a pas complètement perdue. Archangel est tué dans le crash du jet des X-Men et Psylocke s'échappe lors de la destruction d'Apocalypse.

### Jeux vidéo
- Dans Marvel Super Heroes vs. Street Fighter, Akuma de Street Fighter est capturé par Apocalypse et transformé en cyborg, servant comme le Cavalier Mort et en tant que boss final.
- Dans X-Men 2 : La Vengeance de Wolverine, après avoir regardé Wolverine en action, Apocalypse et Mister Sinistre préparent les Cavaliers de l’Apocalypse.
- Dans X-Men Legends II : L'Avènement d'Apocalypse, les Quatre Cavaliers sont Abyss, Mikhail Rasputin, Holocauste et Archangel. Mister Sinistre était en quelque sorte le « cinquième » Cavalier, en tant que bras droit d'Apocalypse. Avant le recrutement d'Archangel, il est l'un des quatre principaux selon le Grizzly. Au cours du combat contre Apocalypse dans la Chambre Forte des Âges, les statues égyptiennes basées sur les Quatre Cavaliers prennent vie en tant que Répliques.
- Dans Marvel: Avengers Alliance sur Facebook, les Cavaliers de l’Apocalypse apparaissent dans le jeu. Dans la seizième édition du Spec-Ops, Apocalypse sélectionne X-23 en tant que le Cavalier Guerre, Malicia en tant que la Cavalière Famine, le Fauve en tant que le Cavalier Pestilence et Iceberg en tant que le Cavalier Mort.